# Gennaro Carmignano
Gennaro Carmignano, anche noto come Gennaro Carmignani (Napoli, 20 agosto 1702 – Itri, 11 agosto 1770), è stato un vescovo cattolico italiano.

## Biografia

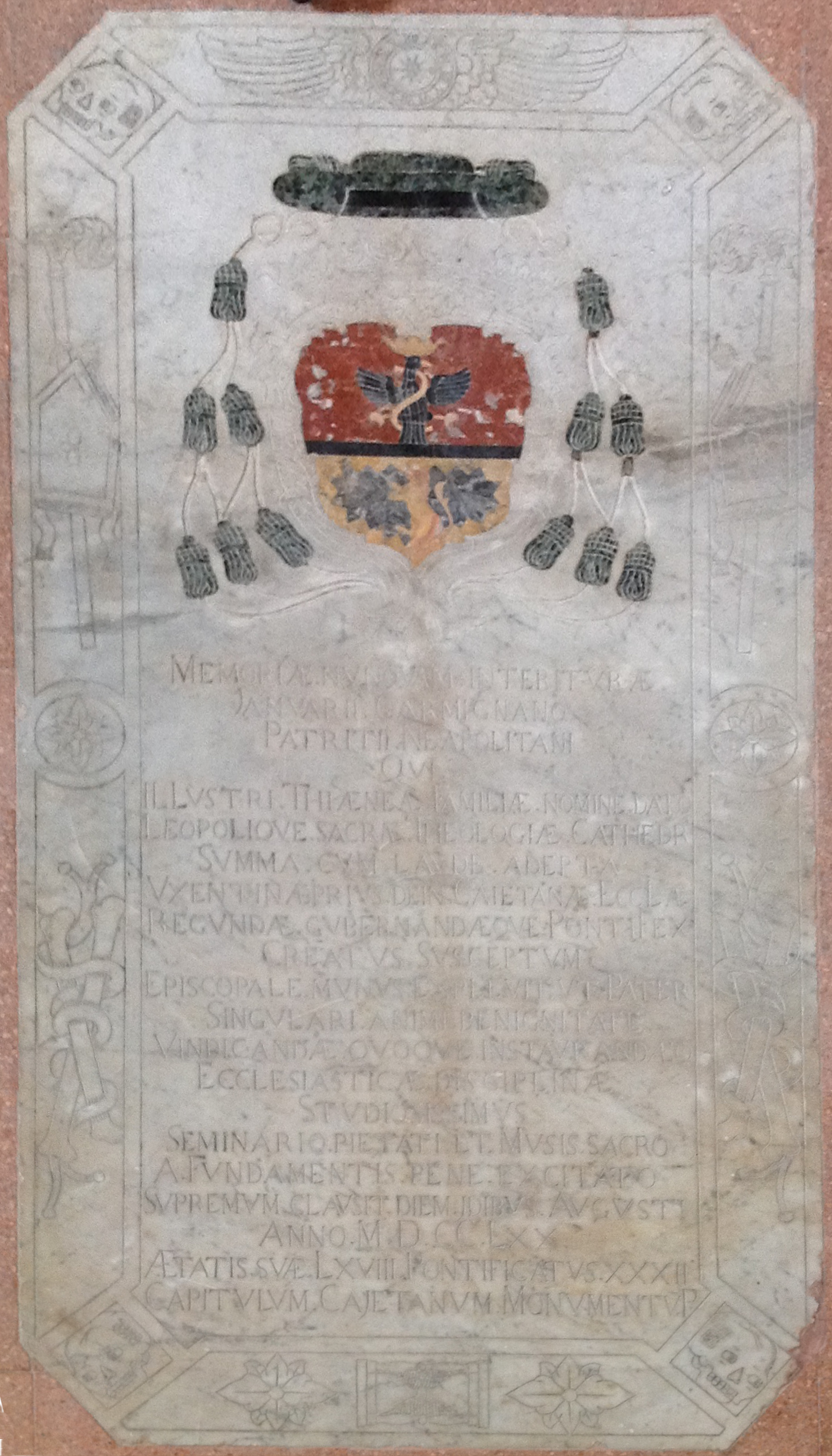
Pietra tombale del vescovo Gennaro Carmignano, già nella sacrestia capitolare della cattedrale di Gaeta

Patrizio napoletano dei marchesi di Acquaviva, nacque a Napoli il 20 agosto 1702.
Nel 1718 entrò nell'Ordine dei chierici regolari teatini e nel dicembre 1725 fu ordinato presbitero.
L'8 luglio 1737 fu nominato vescovo di Ugento da papa Clemente XII. Ricevette la consacrazione episcopale il 17 luglio seguente dal cardinale Antonio Felice Zondadari, coconsacranti i vescovi Giovanni Andrea Tria, vescovo di Larino, e Luigi Antonio Valdina Cremona, vescovo titolare di Ermopoli Maggiore.
Il 24 novembre 1738 lo stesso papa lo trasferì alla sede vescovile di Gaeta.
Tra i suoi primi atti figura la richiesta al papa e al re di modifica del testamento di Andrea del Sole, nobile gaetano che morendo nel 1720 disponeva dei suoi beni a favore del vescovo di Gaeta perché fondasse nella sua abitazione sita tra gli attuali civici 44 e 50 di via Annunziata a Gaeta un "ritiro di donzelle" per dodici ragazze povere della città e del borgo. Il presule desiderava infatti utilizzare l'edificio come sede del seminario poiché riteneva insufficienti allo scopo i locali dell'episcopio. Di diverso avviso era l'Istituto della Santissima Annunziata che, assolvendo già a funzione di educandato, reclamava il fabbricato per ampliare i propri locali.
Il 7 aprile 1739 diede il "sospirato assenso" alla costruzione di una cappellina a Formia nel luogo in cui la notte del 16 dicembre 1737, per intercessione della Madonna della Noce, un grande incendio si era miracolosamente spento. Lo stesso anno compì la sua prima visita pastorale.
Tra il 25 gennaio e il 12 febbraio del 1741 ospitò a Gaeta Leonardo da Porto Maurizio, futuro santo, per le "sante missioni". Questi lo convinse a fare pace col governatore della Piazzaforte, con cui era in cattivi rapporti da tempo. La missione ebbe così tanto successo che fu necessario porre dei soldati di guardia ai confessionali e fuori l'abitazione dove soggiornavano i missionari.
È datata al 13 dicembre 1742 una dettagliata relazione di visita ad limina apostolorum. Nella stessa lamentava che sin dal suo insediamento aveva dovuto lottare per difendere i privilegi ecclesiastici dalle usurpazioni dei funzionari del duca di Traetto. Gli abitanti della diocesi gaetana ammontavano a 33.121 unità, inclusi 613 secolari, 173 regolari e 138 suore.
Nel 1751 arrivò l'approvazione regia per l'inversione della disposizione testamentaria di Andrea del Sole ma, per i contrasti con l'Università di Gaeta e l'Istituto della Santissima Annunziata, la causa tornò al tribunale misto. Finalmente il vescovo fu reintegrato nel possesso del fabbricato nel 1758 e i lavori di riadattamento poterono cominciare. Il seminario fu inaugurato con solenne processione il 9 marzo 1762.
Nella relatio ad limina del 26 marzo 1763 esordì scusandosi per aver dovuto procrastinare più volte la visita al soglio papale sia per i continui viaggi a Napoli (per perorare la causa del seminario) che per la fastidiosa podagra che lo affliggeva.
L'8 maggio 1765 consacrò la Chiesa di Santa Lucia, di cui aveva già consacrato tre altari dieci anni prima.
Il 6 maggio 1767, nonostante fosse tormentato dalla malattia, intraprese una visita pastorale con l'aiuto dell'arcidiacono della cattedrale Bonaventura Calcagnini. Le sue condizioni di salute probabilmente si aggravarono in seguito alla visita, se il 25 ottobre l'altare di San Silviano e San Filippo Neri in Santa Lucia a Gaeta dovette essere consacrato dal vescovo di Fondi, il gaetano Giovanni Calcagnini.
Il 26 luglio 1770, "gravemente infermo e divenuto storpio ed idropico nei polmoni", fu portato con una piccola carrozza a Itri per cambiare aria, nell'appartamento fatto costruire dal vescovo Guerrero de Torres nel convento di San Francesco ad uso dei vescovi di Gaeta. Qui, l'11 agosto, morì all'età di 67 anni. La mattina seguente fu portato dai vastasi in una bara a Gaeta, ove fu esposto nella cappella del palazzo vescovile in abiti pontificali. Il 15 furono celebrate le esequie con l'intervento di tutto il clero; il corpo fu posto in un sontuoso catafalco con 500 torce accese e successivamente inumato nella sacrestia capitolare della cattedrale.

## Genealogia episcopale
La genealogia episcopale è:
- Cardinale Scipione Rebiba
- Cardinale Giulio Antonio Santori
- Cardinale Girolamo Bernerio, O.P.
- Arcivescovo Galeazzo Sanvitale
- Cardinale Ludovico Ludovisi
- Cardinale Luigi Caetani
- Cardinale Ulderico Carpegna
- Cardinale Paluzzo Paluzzi Altieri degli Albertoni
- Cardinale Gaspare Carpegna
- Cardinale Fabrizio Paolucci
- Cardinale Antonio Felice Zondadari
- Vescovo Gennaro Carmignano, C.R.